# Záhorské pláňavy
Záhorské pláňavy jsou geomorfologický podcelek Borské nížiny.

## Vymezení
Podcelek zabírá západní část Borské nížiny a v rámci krajinného celku ho obklopuje Dolnomoravská niva na západě, Podmalokarpatská sníženina na jihu, Bor na východě a Myjavská niva na severu. Na severozápadě sousedí Dyjsko-moravská niva, která je podcelkem Dolnomoravského úvalu . 

## Chráněná území
Okrajové části podcelku jsou součástí CHKO Záhorie, z maloplošných chráněných území zde leží:
- Jazerinky - chráněný areál
- Abrod - národní přírodní rezervace
- Bogdalický vrch - přírodní rezervace
- Šmolzie - přírodní rezervace
- Rudava [2]

## Osídlení
Území této části Borské nížiny je středně hustě osídlené a leží zde poměrně velké obce, mezi nimi Gajary, Veľké Leváre či Moravský Svätý Ján, na východním okraji i město Malacky.

## Doprava
Touto částí Borské nížiny vede dálnice D2 i cesta I / 2 ( Bratislava - Holíč ), jakož i železniční trať Bratislava - Břeclav .